# Syncephalis penicillata
Syncephalis penicillata är en svampart som beskrevs av Indoh 1962. Syncephalis penicillata ingår i släktet Syncephalis och familjen Piptocephalidaceae.   Inga underarter finns listade i Catalogue of Life.